# Coppa di Danimarca (calcio femminile)
La Coppa di Danimarca, ufficialmente DBUs Landspokalturnering for kvinder o Sydbank Kvindepokalen, precedentemente 3F Cup, per ragioni di sponsorizzazione, è la coppa nazionale riservata alle squadre di calcio femminile della Danimarca. Assegnata dalla federazione calcistica della Danimarca (DBU), è l'equivalente femminile della Pokalturnering.

## Albo d'oro
| Anno      | Vincitore        | Risultato   | Finalista        | Località               | Località       |
| Anno      | Vincitore        | Risultato   | Finalista        | Stadio                 | Città          |
| --------- | ---------------- | ----------- | ---------------- | ---------------------- | -------------- |
| 1992-1993 | HEI              | 3 - 1       | Vorup            | Århus Stadion          | Aarhus         |
| 1993-1994 | HEI              | 3 - 1       | Rødovre          | Århus Stadion          | Aarhus         |
| 1994-1995 | Fortuna Hjørring | 5 - 1       | Odense           | Østerbro Stadion       | Copenaghen     |
| 1995-1996 | Fortuna Hjørring | 3 - 1       | Rødovre          | Stadio Parken          | Copenaghen     |
| 1996-1997 | Rødovre          | 1 - 0       | HEI              | Kolding Stadion        | Kolding        |
| 1997-1998 | Odense           | 4 - 3       | Fortuna Hjørring | Stadio Odense          | Odense         |
| 1998-1999 | Odense           | 2 - 1       | FB               | Stadio Odense          | Odense         |
| 1999-2000 | Fortuna Hjørring | 6 - 2       | FB               | Stadio Odense          | Odense         |
| 2000-2001 | Fortuna Hjørring | 3 - 2       | Brøndby          | Stadio Odense          | Odense         |
| 2001-2002 | Fortuna Hjørring | 4 - 1       | Brøndby          | Stadio Odense          | Odense         |
| 2002-2003 | Odense           | 4 - 3 (dts) | Skovbakken       | Stadio Odense          | Odense         |
| 2003-2004 | Brøndby          | 2 - 0       | Skovlunde        | Stadio Brøndby         | Brøndby        |
| 2004-2005 | Brøndby          | 3 - 0       | Fortuna Hjørring | Aalborg Stadion        | Aalborg        |
| 2005-2006 | Fortuna Hjørring | 5 - 1       | Skovbakken       | Hjørring Stadion       | Hjørring       |
| 2006-2007 | Brøndby          | 2 - 1 (dtr) | Fortuna Hjørring | Stadio Parken          | Copenaghen     |
| 2007-2008 | Fortuna Hjørring | 4 - 0       | SønderjyskE      | Stadio Parken          | Copenaghen     |
| 2008-2009 | Skovbakken       | 4 - 3 (dtr) | Fortuna Hjørring | Stadio Parken          | Copenaghen     |
| 2009-2010 | Brøndby          | 2 - 0       | Skovbakken       | Stadio Parken          | Copenaghen     |
| 2010-2011 | Brøndby          | 3 - 2       | Fortuna Hjørring | Jokri Park             | Vejle          |
| 2011-2012 | Brøndby          | 4 - 0       | Skjold           | Vejle Stadion          | Vejle          |
| 2012-2013 | Brøndby          | 3 - 2       | Fortuna Hjørring | Hjørring Stadion       | Hjørring       |
| 2013-2014 | Brøndby          | 3 - 1       | Odense           | TRE-FOR Park           | Odense         |
| 2014-2015 | Brøndby          | 2 - 1       | Fortuna Hjørring | Stadio Brøndby, Bane 2 | Brøndby        |
| 2015-2016 | Fortuna Hjørring | 3 - 1       | Brøndby          | Hjørring Stadion       | Hjørring       |
| 2016-2017 | Brøndby          | 3 - 1       | Varde            | Sydbank Stadion        | Varde          |
| 2017-2018 | Brøndby          | 3 - 0       | Kolding IF       | Kolding Stadion        | Kolding        |
| 2018-2019 | Fortuna Hjørring | 1 - 0       | Brøndby          | Stadio Brøndby         | Brøndby        |
| 2019-2020 | Thy-Thisted Q    | 0 - 1       | Nordsjælland     | Sparekassen Thy Arena  | Thisted        |
| 2020-2021 | Thy-Thisted Q    | 2 - 1       | Brøndby          | Sparekassen Thy Arena  | Thisted        |
| 2021-2022 | Fortuna Hjørring | 3 - 1       | Thy-Thisted Q    | Hjørring Stadion       | Hjørring       |
| 2022-2023 | Nordsjælland     | 2 - 0       | Fortuna Hjørring | Aalborg Stadion        | Aalborg        |
| 2023-2024 | Nordsjælland     | 2 - 1       | Brøndby          | MCH Arena              | Herning        |
| 2024-2025 | Fortuna Hjørring | 1 - 0 (dts) | Nordsjælland     | Stadio Lyngby          | Kongens Lyngby |

## Statistiche

### Vittorie per squadra
| Club               | Vincitore | Finalista |
| ------------------ | --------- | --------- |
| Brøndby            | 11        | 6         |
| Fortuna Hjørring   | 11        | 8         |
| HEI/Skovbakken     | 3         | 4         |
| Odense             | 3         | 2         |
| Nordsjælland       | 2         | 1         |
| Rødovre            | 1         | 2         |
| Thy-Thisted Q      | 1         | 2         |
| FB (Frederiksberg) | 0         | 2         |
| KoldingQ           | 0         | 1         |
| Skjold             | 0         | 1         |
| BSF                | 0         | 1         |
| SønderjyskE        | 0         | 1         |
| Vorup              | 0         | 1         |
| Varde              | 0         | 1         |